# Cal Pau (Sant Agustí de Lluçanès)
Cal Pau és una casa de Sant Agustí de Lluçanès (Osona) inclosa a l'Inventari del Patrimoni Arquitectònic de Catalunya.

## Descripció
Edifici de planta rectangular i teulat a doble vessant lateral a la façana de la porta d'entrada. Aquesta casa és estreta i llarga, i pel fet que la casa que tenia a la seva dreta està enderrocada i que és la última d'un bloc del carrer es veu perfectament l'estructura que tenia. Tot i les modificacions modernes- sobretot en les obertures de la casa i en la reconstrucció del mur- l'actual edifici conserva l'estructura i llindes de totes les obertures antigues.

## Història
La llinda de la portada d'entrada conserva la data de construcció del 1790.